# Драголюк, Андрей Викторович
Андре́й Ви́кторович Драголю́к (укр. Андрій Вікторович Драголюк; род. 26 июня 1982, Владимир-Волынский, Волынская область) — украинский футболист, выступавший на позициях полузащитника и нападающего

## Биография
Родился во Владимире-Волынском. Занимался футболом во Львовском училище физкультуры под руководством Владимира Безубяка. В турнирах ДЮФЛ Украины за команду училища провёл 21 матч, забил 14 голов. Во взрослом футболе дебютировал в 1999 году во составе футбольного клуба «Львов», выступавшего в первой лиге чемпионата Украины. В 2001 году «Львов» был включен в структуру львовских «Карпат», в связи с чем Драголюк стал игроков «львов». В высшей лиге дебютировал 10 октября 2001 года, на 90-й минуте домашнего матча против мариупольского «Металлурга» заменив Игоря Лучкевича. Всего в первом сезоне на высшем уровне провёл 9 матчей и забил 1 гол, однако в составе львовской команды не закрепился, больше времени проводя в фарм-клубах «Карпат». В 2002 году, на полгода перешёл в киевскую «Оболонь», после чего вернулся во Львов.
В 2003 году снова стал игроком «Оболони», цвета которой защищал на протяжении трёх с половиной сезонов, за исключением весенней части чемпионата 2004—2005 годов, в которой Драголюк выступал за черкасский «Днепр». Несмотря на то, что в дебютном сезоне появлялся на поле в составе «Оболони» в большинстве матчей, со временем утратил место в основе, преимущественно выступая за дублирующий состав и фарм-клубы команды. Покинул киевский клуб в 2007 году, перейдя в харьковский «Гелиос». Осенью того же года стал игроком тернопольской «Нивы», в составе которой провёл полгода, затем перешёл в «Энергетик» из Комсомольского, за который выступал в чемпионате Харьковской области. В 2009 вернулся на профессиональный уровень, подписав контракт с харьковским «Арсеналом», а летом того же года перешёл в черновицкую «Буковину». В сезоне 2009/10 черновицкая команда стала победителем своей группы второй лиги, однако Драголюк покинул её в зимнее межсезонье, перейдя в кировоградскую «Звезду», в которой он и доиграл чемпионат. Следующий сезон начал в белоцерковском «Арсенале», однако спустя полгода покинул и этот клуб, снова став игроком любительского «Энергетика» из Комсомольского. Летом 2011 стал игроком свердловского «Шахтёра» выступавшего во второй лиге чемпионата Украины, однако провёл за команду всего одну игру и уже в сентябре дебютировал в составе другого клуба второго дивизиона — горностаевского «Мира». В новой команде со временем стал одним из основных игроков, в сезоне 2012/13 став лучшим бомбардиром «Мира», отличившись 15 раз. Продолжил выступления в команде после снятия с чемпионата в 2014 году, отыграв за горностаевцев ещё два года в любительском чемпионате. Затем вернулся на родную Волынь, где выступал в чемпионате области за «Надию» из Хорева. Также играл за футзальные клубы из Владимира-Волынского в чемпионате города, а также за ветеранские команды.

### Сборная
Привлекался в юношеские сборные Украины различных возрастов. В 2001 году, в составе сборной до 18 лет, под руководством Валентина Луценко, выступал на юношеском чемпионате Европы в Финляндии, где отыграл один матч. В 2002 году был вызван Анатолием Крощенко в молодёжную сборную Украины, за которую провёл одну игру против сверстников из Беларуси, на 69-й минуте матча заменив Дмитрия Кондратовича